# Durchwehna
Durchwehna ist ein Ortsteil der Gemeinde Laußig im Landkreis Nordsachsen in Sachsen.

## Geografie
Durchwehna liegt im Naturpark Dübener Heide zwischen den Städten Bad Düben und Bad Schmiedeberg an der Kreisstraße 7401, die den Ort mit Söllichau und Kossa verbindet. Nordwestlich führt die Landesstraße 128 und die Bahnstrecke Pretzsch–Eilenburg am Ort vorbei, die nicht mehr planmäßig von Personenzügen befahren wird. In der Flur Durchwehnas befindet sich die Wüstung Welkwitz.

## Geschichte
Durchwehna ist von der Siedlungsform her ein Gassendorf. Der Ortsname Durchwehnas, das im Tal des Schleifbaches liegt, stammt vom slawischen Droga und bedeutet so viel wie Tal. Bis ins 1815 gehörte das Dorf zum kursächsischen Amt Düben. Durch die Beschlüsse des Wiener Kongresses kam es zu Preußen und wurde 1816 dem Kreis Bitterfeld im Regierungsbezirk Merseburg der Provinz Sachsen zugeteilt, zu dem es bis 1944 gehörte. Bei der Gebietsreform in der DDR im Jahr 1952 kam Durchwehna zum Kreis Eilenburg, ab 1994 zum Landkreis Delitzsch. Der Ort wurde 1974 nach Kossa eingemeindet. Seit 2007 ist Durchwehna ein Ortsteil der Gemeinde Laußig.

### Einwohnerentwicklung
| Jahr | Einwohner |
| ---- | --------- |
| 1818 | 201       |
| 1895 | 201       |
| 1925 | 245       |
| 1939 | 249       |

| Jahr | Einwohner |
| ---- | --------- |
| 1946 | 363       |
| 1950 | 395       |
| 1964 | 303       |

Die Einwohnerzahl Durchwehnas lag 1818 bei etwa 200. Bis zum Ausbruch des Zweiten Weltkrieges stieg die Einwohnerzahl auf knapp 250. Nach Ende des Krieges stieg die Einwohnerzahl auf fast 400 Einwohner im Jahr 1950. Zur Zeit der DDR schrumpfte die Einwohnerzahl wieder. 1964 lebten knapp über 300 Menschen in Durchwehna.

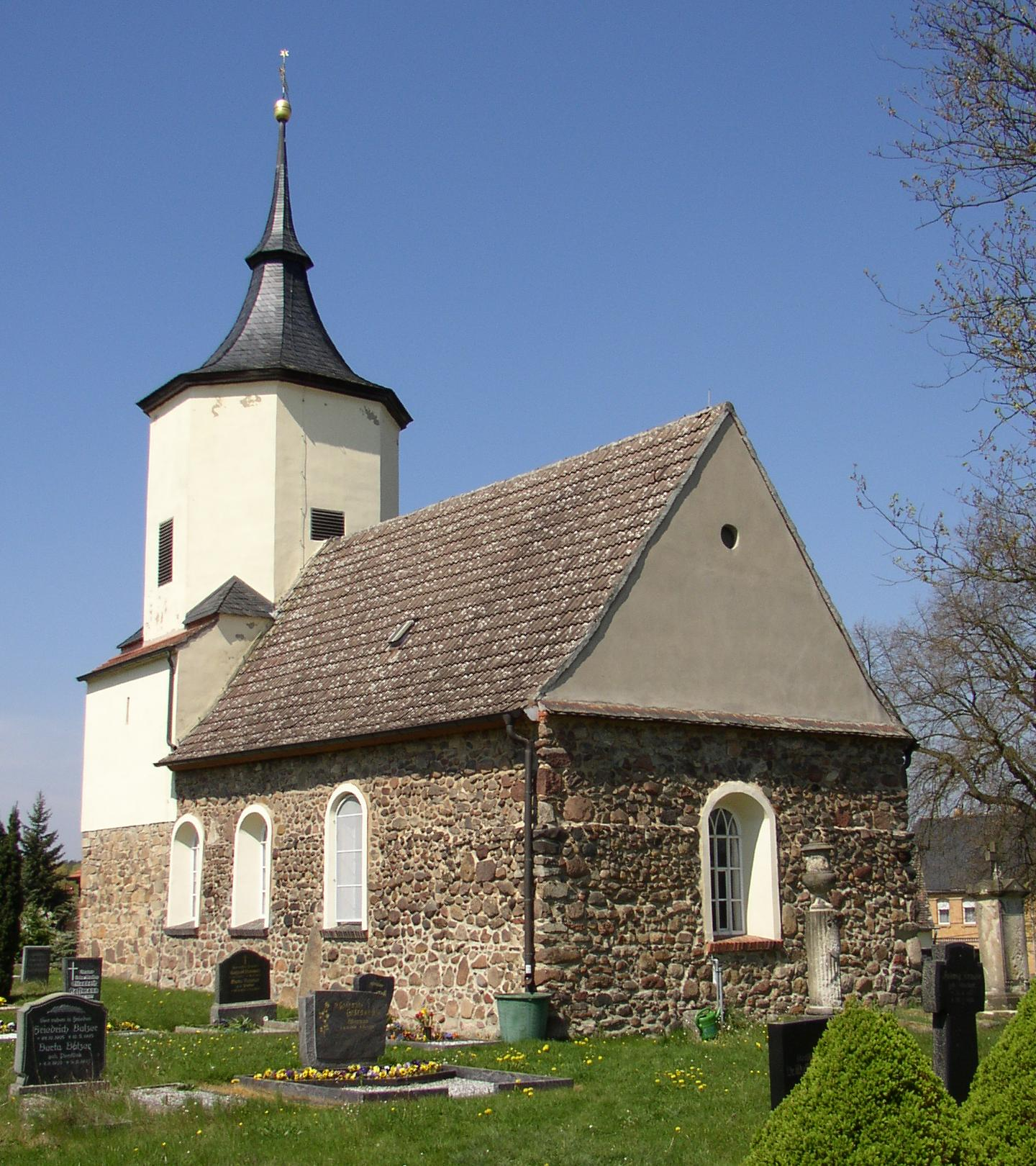
Kirche in Durchwehna

## Sehenswürdigkeiten
Die Dorfkirche Durchwehna stammt aus dem 13. Jahrhundert. Sie wurde aus Feldsteinen erbaut. Die Ausstattung stammt aus dem 17. Jahrhundert. Der Altar stellt auf vier Bildtafeln Taufe, Abendmahl, Kreuzigung und Auferstehung dar. Um 1859 wurde das Haus erneuert und eine neue Orgel von Nicolaus Schrickel angeschafft. In den 1970er Jahren erfolgte eine Innenrenovierung. Stand Januar 2004 befindet sich ein Köhler-Harmonium in der Kirche.